# クリストファー・ミアーズ
クリストファー・ジェームズ・ミアーズ（Christopher James Mears、1993年2月7日 - ）はイギリスの飛び込み選手であり、バークシャーのリーディング近くの バラフィールド・コモンのDJ/プロデューサーである。

## 戦績
彼は2012年ロンドンオリンピックでは男子3m板飛び込み個人と男子3m板飛び込みシンクロにニコラス・ロビンソン・ベーカーとともに参加した。
ミアーズとベーカーのペアは2010年のコモンウェルスゲームズでは4位、2011年のFINAダイビング・ワールドシリーズでは銀メダルを、2013年のエジンバラでのダイビングワールドカップでは銅メダルを獲得している。2012年ロンドンオリンピックでは5位となった。ミアーズは個人では9位となった
。
ミアーズは2012ヨーロッパ選手権、個人では8位、男子3m板飛び込みシンクロで5位となった。
2016年にはミアーズはジャック・ローとペアを組み、リオデジャネイロオリンピックにイギリス代表として参加し、男子3m板飛び込みで金メダルを獲得した。イギリスの飛込競技では最初の金メダルである。

## 学業
ミアーズはバークシャー州、バラフィールドの男女共学の国立総合学校ののウィリンク・スクールで教育を受けた。

## 私生活
ミアーズはポール・ミアーズの息子である。彼の実の母は、彼が乳児のころに乳がんで亡くなっている。彼の父はケイティと再婚した。ミアーズには姉のナタリーと弟のチャーリーがいる。彼は最近までリーズで生活し、トレーニングをしてきた。
ミアーズは積極的にスポーツの分野での公言同性愛者の支援をしている。2013年3月に『ゲイタイムズ（w:Gay Times）』2013年3月号の表紙を飾った。同年12月に彼の友人で飛び込み選手のトム・デーリーの支援をフェイスブック上で公にしている。

## 飛込競技

### 初期のキャリア
幼少期から、ミアーズは地元レディングのローカルクラブでダイビングに参加していた。長い時間をかけて、彼は国内規模のランクを駆け上がり、2008年にはthe British Elite Juniorsで彼は1m板飛び込みと高飛び込みで優勝した。それからEuropean Junior Championshipsで3つの個人種目でメダルを獲得した。
彼はコーチのLindsey Fraserとともに、ピーター・ウォーターフィールドのいるサウサンプトンのhigh performance centreに移転した。
2008年、彼はまたw:Blake Aldridgeと一緒にシンクロ競技を始め、個人的にはオーストラリアユースオリンピックフェスティバルの選考会のWorld Junior Championshipsで7位となった。

### 脾臓破裂
ミアーズはシドニーでのユースオリンピックフェスティバルのためのトレーニング中の2009年1月に脾臓破裂に見舞われた。
彼は腺熱に苦しみ、通常の状態を示していなかった。彼の臓器は浮腫によって押しつぶされていた。彼の飛び込みの衝撃がそれを悪化させていた。
これは彼の脾臓を破裂させた。2リットルの血液が失われ、病院のから5パーセントの生存率と宣告されたのち、彼は再び飛込競技はできないだろうといわれた。
数日の間、彼は医療介入によって生命を維持していた。そして彼の血小板の値は2万/μl（2万を下回ると生命に危険が及ぶ）であった。
出国時にさいして、ミアーズは飛行機に搭乗できるまでオーストラリアに残った。しかし彼の家族がホテルの部屋に戻ると、彼が発作で倒れているのを見つけた。
ミアーズは3日間の昏睡状態に陥る7時間の発作に苦しんだ。
通常、このような規模のものに苦しんでいる人は不可逆的な脳のダメージと肉体的な障害に苦しむことになると予想される。
彼はのちに彼に木曜日だと告げた医師との話し合いについて描写している。彼はまだ月曜日だと思っていたのである。
二度と飛込競技はできないと言われたにもかかわらず、ミアーズはゆっくりと飛込競技への復帰をし、18か月後には2010年コモンウェルスゲームズインド大会に参加した。
これ以降、彼は腹部の動きが縮小して、腹部に30cm傷跡を持っている。

### 2010年
この年、彼は病気から復帰した。国内では、彼は再び w:Nicholas Robinson-Bakerとシンクロ競技に臨み、ナショナルカップとNational Championshipsとで金メダルを獲得した。彼ろロビンソン＝ベーカーは奇跡的に、デリーのコモンウェルスゲームズで4位となった。脾臓破裂から18か月後のことであった。

### 2012年
2011年のナショナルカップでは金メダルを獲得し、イギリス選手権では銅メダルを獲得した。彼は2012年のロンドンオリンピックでは有力な位置についていると考えられていた。2012年には彼はナショナルカップで銀メダル、イギリス選手権では銅メダルを獲得した。2012年6月11日、イギリスオリンピック協会はミアーズを2012年ロンドオリンピックの3m板飛び込みと3m板飛び込みシンクロの代表に選んだ。
ミアーズの父ポールはイギリスオリンピック委員会によって、「2009年の難病の息子の看病」を認めて、70日に渡る聖火リレーの聖火ランナーに選ばれた。
ミアーズは3m板飛び込み決勝では9位であった。彼の最後のダイブは100.70のスコアを付けた。同競技では最高のスコアであった。ミアーズとロビンソン＝ベイカーは3mシンクロでは5位であった。

### 2013年
ミアーズはロビンソン＝ベーカーとワールドシリーズサーキットにシンクロ競技に参加すると同時に個人競技にも参加した。エジンバラで、彼らは銅メダルをそしてメキシコのグアダラハラでも銅メダルを獲得した。
ミアーズはまたグアダラハラでは3m板飛び込み個人では総合得点455.50点で4位となった。これは彼のワールドシリーズでのそれまでのベストであった。
ミアーズとロビンソン＝ベーカーは2013年をFINAランキング7位で終えた。

### 2014年
ミアーズはこの年のはじめをチームGBのw:Bisham AbbeyにあるIntensive Rehabilitation Facilityで足首の痛みに回復に過ごした。サウスエンドで開催されたナショナルカップには参加しなかった。
この年のスタートは、ミアーズはトレーニングのためにリーズに戻り、3板飛び込みのパートナーにジャック・ローを迎えた。
w:John Charles Centre for Sportはイギリスのダイビングのhigh performance centresであり、イギリスの飛込競技チームの全ての3m競技の選手を受け入れていた。

### 2016年
ミアーズはシンクロ競技のパートナーにジャック・ラファーを選び、イギリス代表としてリオデジャネイロオリンピックに参加した。男子3m板飛び込みシンクロで金メダルを獲得した。イギリスの飛込競技では最初の金メダルである。

## 音楽活動
闘病期間中に、ミアーズは趣味として音楽作品をベッドの上で取り上げていた。彼は短い期間、自作のベッドルームスタジオでエレクトロニック・ダンス・ミュージックとハウスに取り組んだ。
2012年、ロンドンオリンピックの後、彼はInsanity Artists booking agencyとの契約にサインした。
彼の最初の大規模なパフォーマンスは2013年の5月29日ラビリンスとペンデュラムを支援したWoodstoke Festivalである。
2014年2月、ミアーズはSoundCloudのページでより多くの音楽とともに3つの新しい録音をリリースし、2014年のフェスティヴァルに現れることを予感させた。

## 飛込競技の成績
| Competition                                   | 2008 | 2009 | 2010 | 2011 | 2012 | 2013 | 2014 | 2015 | 2016 |
| --------------------------------------------- | ---- | ---- | ---- | ---- | ---- | ---- | ---- | ---- | ---- |
| Olympics, 3m springboard                      |      |      |      |      | 9th  |      |      |      |      |
| Olympics, 3m synchro                          |      |      |      |      | 5th  |      |      |      | 1st  |
| Commonwealth Games, 1m springboard            |      |      |      |      |      |      | 4th  |      |      |
| Commonwealth Games, 3m springboard            |      |      |      |      |      |      |      |      |      |
| Commonwealth Games, 3m synchro                |      |      | 4th  |      |      |      | 1st  |      |      |
| World Championships, 1m springboard           |      |      |      | 14th |      | 16th |      |      |      |
| World Championships, 3m springboard           |      |      |      | 30th |      | 31st |      |      | 15th |
| World Championships, 3m syncrho               |      |      |      | 7th  |      | 8th  |      | 3rd  |      |
| European Championship, 3m springboard         |      |      | 19th |      | 8th  |      | 14th |      |      |
| European Championship, 3m synchro             |      |      | 5th  |      | 5th  |      | 5th  |      |      |
| FINA World Cup, 3m springboard,               |      |      | 17th |      | 16th |      |      |      |      |
| FINA World Cup, 3m Synchro                    |      |      |      |      |      | 10th |      |      | 5th  |
| World Junior Championship, 1m springboard,    | 15th |      |      |      |      |      |      |      |      |
| World Junior Championship, 3m springboard,    | 7th  |      |      |      |      |      |      |      |      |
| European Junior Championship, 1m springboard, | 2nd  |      |      |      |      |      |      |      |      |
| European Junior Championship, 3m springboard, | 2nd  |      |      |      |      |      |      |      |      |
| European Junior Championship, 10m platform,   | 3rd  |      |      |      |      |      |      |      |      |
| British Championship, 3m springboard,         | 8th  |      | 5th  | 3rd  | 3rd  | 7th  |      |      | 2nd  |
| British Championship, 3m synchro,             | 2nd  |      | 1st  | 1st  | 1st  |      |      |      | 1st  |
| British Championship, 1m springboard,         | 4th  |      | 5th  | 2nd  |      | 3rd  |      |      |      |
| British Gas National Cup, 1m springboard,     |      |      |      |      |      |      |      |      |      |
| British Gas National Cup, 3m springboard,     |      |      | 7th  | 3rd  | 2nd  |      |      |      |      |
| British Gas National Cup, 3m synchro,         |      |      | 1st  | 1st  |      |      |      |      |      |